# Grand Prix Júnior de Patinação Artística no Gelo na Bielorrússia
O Grand Prix Júnior de Patinação Artística no Gelo na Bielorrússia (muitas vezes intitulado: Golden Lynx, Minsk Ice e Minsk Arena Cup) é uma competição internacional de patinação artística no gelo de nível júnior. A competição é organizada pela União Internacional de Patinação (ISU), e disputada no outono, em alguns anos, como parte do Grand Prix Júnior de Patinação Artística no Gelo.

## Edições
| Ano        | Edição               | Cidade sede          | Júnior               | Júnior               | Júnior               | Júnior               | Ref                  |
| Ano        | Edição               | Cidade sede          | M                    | F                    | P                    | D                    | Ref                  |
| ---------- | -------------------- | -------------------- | -------------------- | -------------------- | -------------------- | -------------------- | -------------------- |
| 2008       | 1.ª                  | Gomel                | •                    | •                    | •                    | •                    | [ 1 ]                |
| 2009       | 2.ª                  | Minsk                | •                    | •                    | •                    | •                    | [ 2 ]                |
| 2010– 2012 | Não houve competição | Não houve competição | Não houve competição | Não houve competição | Não houve competição | Não houve competição | Não houve competição |
| 2013       | 3.ª                  | Minsk                | •                    | •                    | •                    | •                    | [ 3 ]                |
| 2014– 2016 | Não houve competição | Não houve competição | Não houve competição | Não houve competição | Não houve competição | Não houve competição | Não houve competição |
| 2017       | 4.ª                  | Minsk                | •                    | •                    | •                    | •                    | [ 4 ]                |

## Lista de medalhistas

### Individual masculino
| Evento                | Ouro                         | Prata                             | Bronze                     |
| Gomel 2008 (detalhes) | Denis Ten · Cazaquistão      | Yang Chao · China                 | Cheng Gongming · China     |
| Minsk 2009 (detalhes) | Artur Gachinski · Rússia     | Song Nan · China                  | Stanislav Kovalev · Rússia |
| 2010–2012             | Não houve competição         | Não houve competição              | Não houve competição       |
| Minsk 2013 (detalhes) | Nathan Chen · Estados Unidos | Ryuju Hino · Japão                | Murad Kurbanov · Rússia    |
| 2014–2016             | Não houve competição         | Não houve competição              | Não houve competição       |
| Minsk 2017 (detalhes) | Alexey Erokhov · Rússia      | Andrew Torgashev · Estados Unidos | Igor Efimchuk · Rússia     |

### Individual feminino
| Evento                | Ouro                            | Prata                               | Bronze                            |
| Gomel 2008 (detalhes) | Haruka Imai · Japão             | Oksana Gozeva · Rússia              | Kana Muramoto · Japão             |
| Minsk 2009 (detalhes) | Polina Shelepen · Rússia        | Yuki Nishino · Japão                | Ksenia Makarova · Rússia          |
| 2010–2012             | Não houve competição            | Não houve competição                | Não houve competição              |
| Minsk 2013 (detalhes) | Polina Edmunds · Estados Unidos | Elizabet Tursynbayeva · Cazaquistão | Rika Hongo · Japão                |
| 2014–2016             | Não houve competição            | Não houve competição                | Não houve competição              |
| Minsk 2017 (detalhes) | Alexandra Trusova · Rússia      | Nana Araki · Japão                  | Stanislava Konstantinova · Rússia |

### Duplas
| Evento                | Ouro                                             | Prata                                          | Bronze                                         |
| Gomel 2008 (detalhes) | Lubov Iliushechkina · Nodari Maisuradze · Rússia | Ksenia Ozerova · Alexander Enbert · Rússia     | Zhang Yue · Wang Lei · China                   |
| Minsk 2009 (detalhes) | Sui Wenjing · Han Cong · China                   | Zhang Yue · Wang Lei · China                   | Kaleigh Hole · Adam Johnson · Canadá           |
| 2010–2012             | Não houve competição                             | Não houve competição                           | Não houve competição                           |
| Minsk 2013 (detalhes) | Kamilla Gainetdinova · Ivan Bich · Rússia        | Madeline Aaron · Max Settlage · Estados Unidos | Vasilisa Davankova · Andrei Deputat · Rússia   |
| 2014–2016             | Não houve competição                             | Não houve competição                           | Não houve competição                           |
| Minsk 2017 (detalhes) | Daria Pavliuchenko · Denis Khodykin · Rússia     | Anastasia Poluianova · Dmitry Sopot · Rússia   | Apollinariia Panfilova · Dmitry Rylov · Rússia |

### Dança no gelo
| Evento                | Ouro                                                      | Prata                                              | Bronze                                    |
| Gomel 2008 (detalhes) | Alisa Agafonova · Dmitri Dun · Ucrânia                    | Ekaterina Pushkash · Dmitri Kiselev · Rússia       | Terra Findlay · Benoît Richaud · França   |
| Minsk 2009 (detalhes) | Ksenia Monko · Kirill Khaliavin · Rússia                  | Rachel Tibbetts · Collin Brubaker · Estados Unidos | Alisa Agafonova · Dmitri Dun · Ucrânia    |
| 2010–2012             | Não houve competição                                      | Não houve competição                               | Não houve competição                      |
| Minsk 2013 (detalhes) | Lorraine McNamara · Quinn Carpenter · Estados Unidos      | Betina Popova · Yuri Vlasenko · Rússia             | Daria Morozova · Mikhail Zhirnov · Rússia |
| 2014–2016             | Não houve competição                                      | Não houve competição                               | Não houve competição                      |
| Minsk 2017 (detalhes) | Christina Carreira · Anthony Ponomarenko · Estados Unidos | Anastasia Skoptcova · Kirill Aleshin · Rússia      | Arina Ushakova · Maxim Nekrasov · Rússia  |